# Traversée aérienne Rome - Chicago de 1933

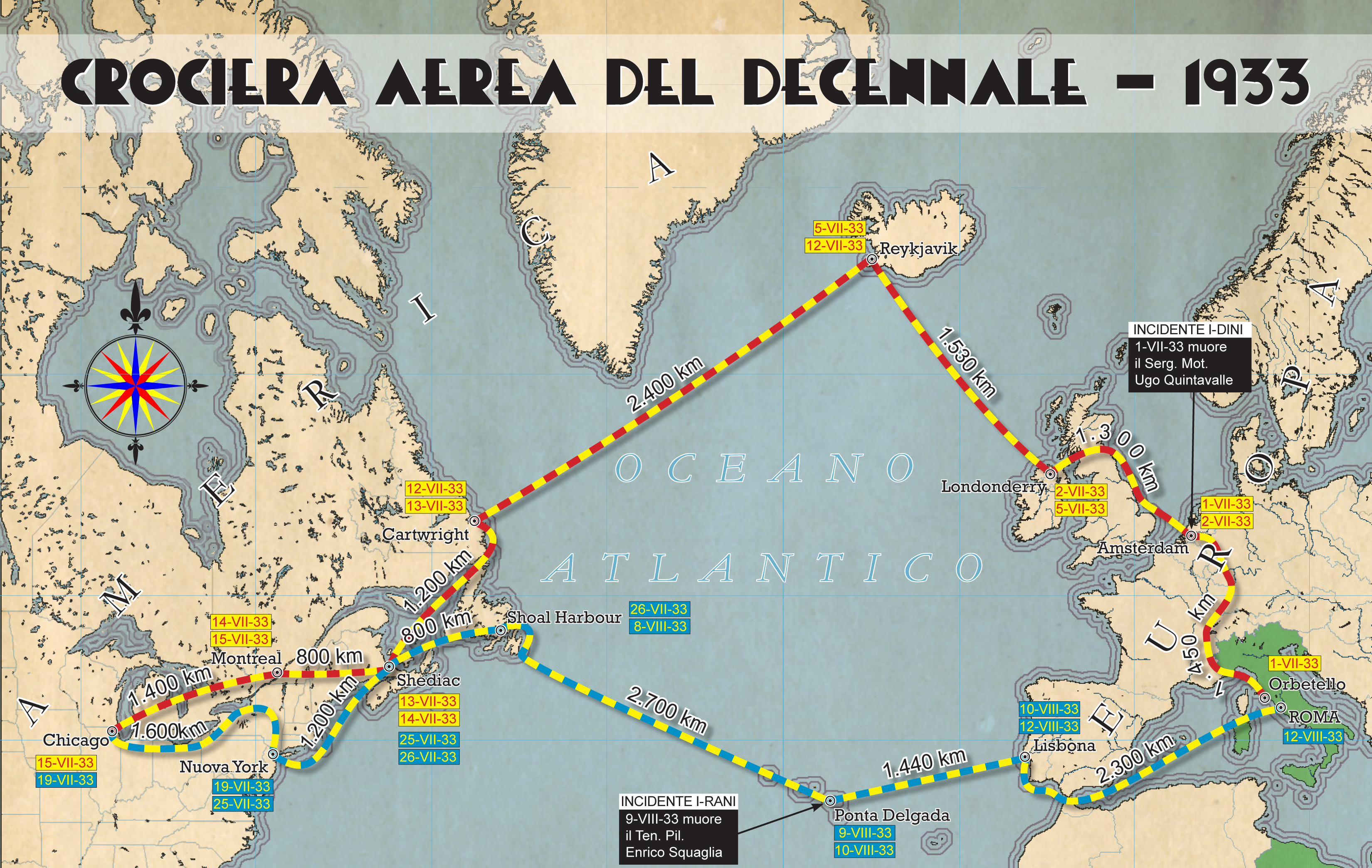
Carte du périple

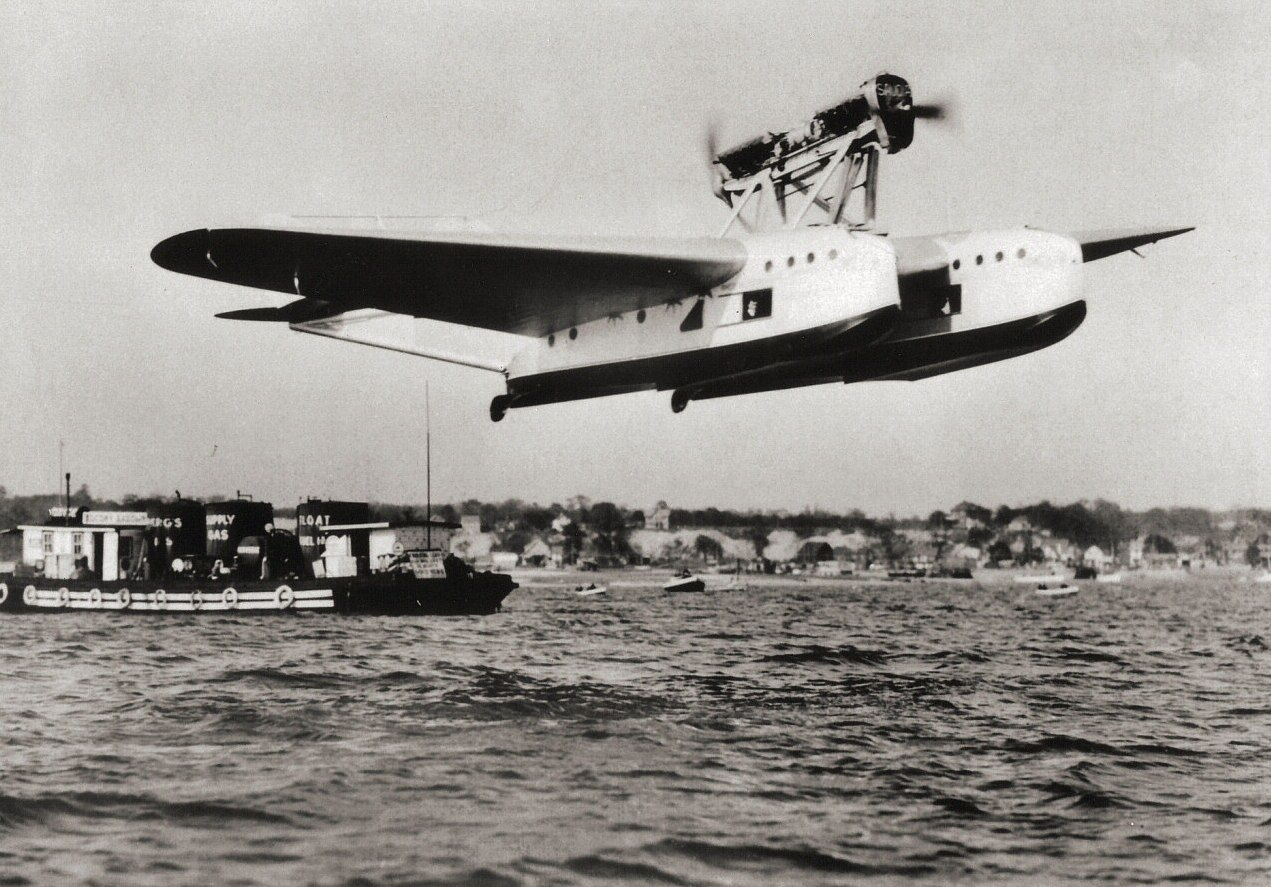
Italo Balbo a utilisé des hydravions de type Savoia-Marchetti S.55 comme celui-ci pour effectuer ses envolées transatlantiques vers le Brésil, en 1930-31, ainsi que vers le Canada et les États-Unis en 1933. Il existe 8 versions civiles et militaires du S.55, et 243 de ces hydravions ont été fabriqués entre 1925 et le milieu des années trente.

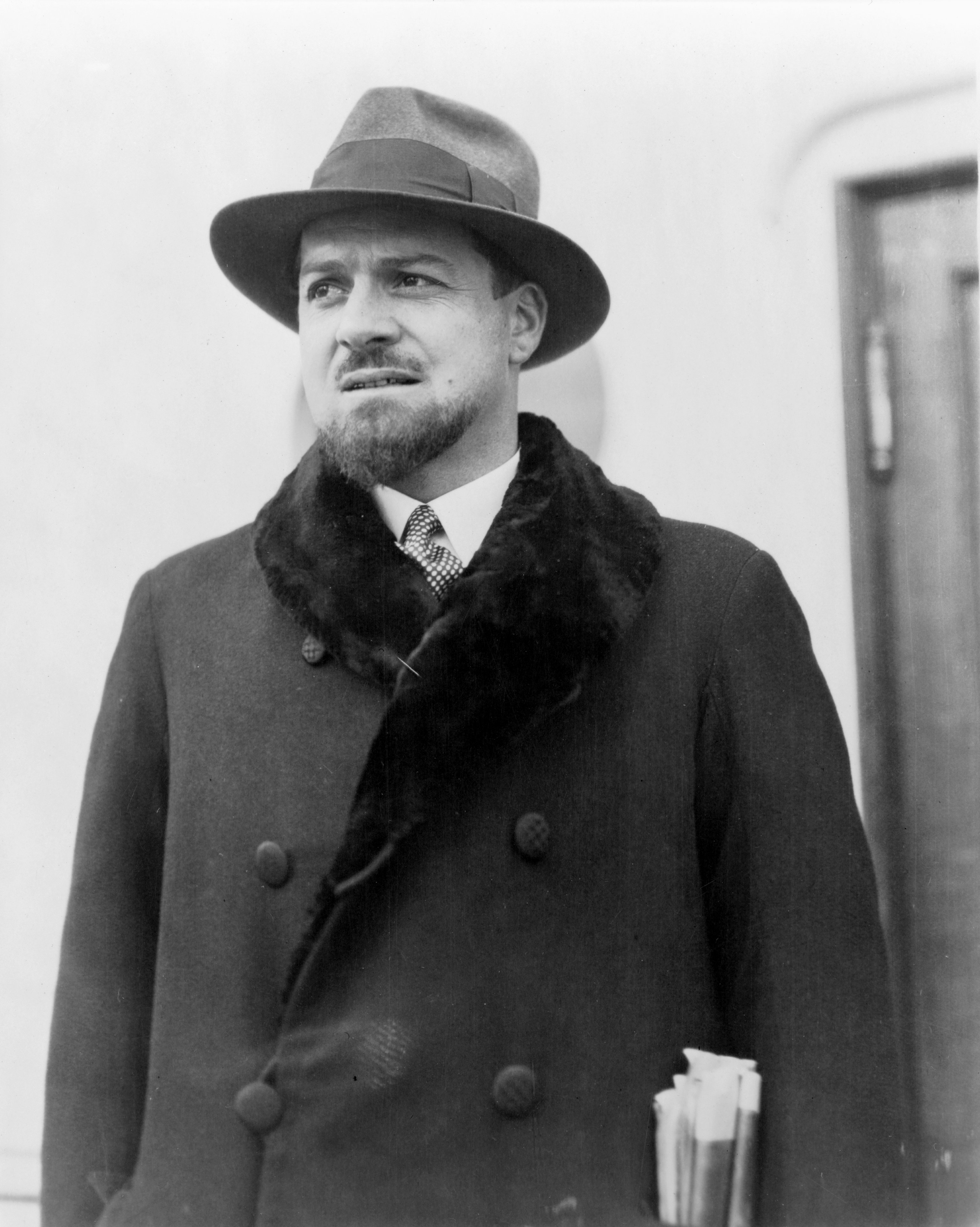
Italo Balbo en 1929

La traversée aérienne Rome-Chicago (en italien : Crociera Aerea del Decennale) est effectuée du 1er juillet au 12 août 1933. Le maréchal Italo Balbo conduit 25 hydravions Savoia-Marchetti S.55X de Rome à Chicago, où se tenait l'Exposition universelle « Un siècle de progrès ».

## Description
Les hydravions qui participaient à la cette seconde traversée se répartissaient en deux escadrilles de 12 avions plus un avion de réserve. Chaque avion comportait un équipage de quatre personnes : un commandant, un assistant pilote, un mécanicien et un opérateur radio. Une douzaine d'entre eux étaient des vétérans de la première traversée vers Rio de Janeiro. Durant certaines étapes du vol vers Chicago, les appareils ont également transporté des diplomates et des journalistes. À certains moments, la délégation conduite par Italo Balbo a compté jusqu'à 119 personnes. 

### Itinéraire Rome-Chicago
Pour l'aller, l'itinéraire est le suivant :
- Le 1er juillet 1933, un samedi, c'est le départ de la base aérienne d'Orbetello pour Amsterdam en Hollande. Italo Balbo décolle le premier à 4h37. L'arrivée à Amsterdam, après 7 heures de vol, se passe mal ; un des avions rate son amerrissage causant le décès d'un de ses membres d'équipage.
- Le 2 juillet, malgré une visibilité réduite par le brouillard, les 24 appareils restant quittent Amsterdam pour Londonderry en Irlande du nord. Le vol dure 5h35.
- Le 5 juillet, après 2 jours de mauvais temps, l'escadre quitte Londonderry à destination de Reykjavik en Islande. À nouveau les conditions de vol sont rendues difficiles par le brouillard qui force, pendant une demi-heure, les hydravions à voler à 30 mètres d'altitude seulement au-dessus d'une mer agitée.
- Le 12 juillet, dès 6 h, les hydravions quittent Reykjavik à destination de Cartwright au Labrador. Il faudra 12 heures de vol pour parcourir la distance de 2400 kilomètres qui sépare les deux villes; c'est la plus longue des étapes du voyage[4].
- Le 13 juillet à 9h20, c'est le départ à destination de Shediac. Les conditions de vol sont bonnes et l'escadre arrive au Nouveau Brunswick avec une journée d'avance sur l'horaire initialement prévu. Italo Balbo et ses hommes sont accueillis par une garde d'honneur de la marine canadienne, par les représentants des gouvernements fédéral et provincial ainsi que par une foule enthousiaste.
- Le 14 juillet à 8h55, les aviateurs italiens quittent Shédiac à destination de Longueuil sur la rive sud du fleuve Saint-Laurent, en face de Montréal. En raison de forts vents contraires, les hydravions doivent voler à une altitude de 3000 mètres. L'escadre arrive à l'aéroport Fairchild[5] de Longueuil à 13h10.
- Le 15 juillet, Balbo et ses hommes partent de Longueuil à destinations de Chicago[3].

### Séjour aux États-Unis
Le séjour aux États-Unis a été triomphal. À leur arrivée à Chicago, le gouverneur de l'Illinois, le maire et la ville réservent aux aviateurs un accueil triomphal : on donne le nom de Balbo à une rue qui existe encore à proximité du lac Michigan, la Balbo avenue (ex-7th avenue). Les Sioux présents à l'Exposition de Chicago le nomment chef indien avec le nom de « chef des aigles volants ». À cette époque, les rapports entre l'Italie et les États-Unis sont cordiaux et une entreprise de ce type était très suivie et considérée comme extraordinaire. Le vol de retour passe par New York où est organisée en leur honneur une grande ticker-tape parade ; Balbo est le second Italien après Armando Diaz à être acclamé ainsi dans les rues de New York où une des avenues est rebaptisée Balbo. Le militaire italien profite de son séjour à New York pour effectuer une visite à Washington où le président Roosevelt le reçoit à la Maison blanche.

### Le retour à Rome
Au retour, l'itinéraire fut le suivant:
- Le 20 juillet, c'est de départ de Chicago pour New York.
- Le 23 juillet, l'escadre quitte New York pour Shédiac.
- Le 26 juillet les hydravions quittent Shediac pour Shoal Harbour à Terre-Neuve.
- Le 8 août, les pilotes italiens quittent Shoal Harbour pour les Açores au Portugal.
- Le 9 août, Balbo et ses hommes quittent les Açores à destination de Lisbonne.
- Le 12 août, les hydravions quittent Lisbonne pour Rome où ils sont accueillis par Benito Mussolini en personne.

Peu de temps après son retour en Italie, le Duce nomme Italo Balbo maréchal de l'Air.

## L’héritage aéronautique d'Italo Balbo
Italo Baldo n’a pas été le premier à traverser l’Atlantique, une douzaine d’autres aviateurs l’ont fait avant lui. Toutefois, ses expéditions aéronautiques audacieuses lui ont permis de faire partie des plus grands aviateurs de son époque, de faire la une des quotidiens et des magazines du monde entier et même de devenir le sujet de nouveaux timbres. Les explications du professeur Claudio G. Segrè, dans une biographie d'Italo Balbo : 
« If Balbo did not receive all the accolades he wanted at home, abroad he emerged as one of the giants of the flying world. The International Federation of Aviators awarded him its gold medal for the finest aeronautical undertaking of the year. He had joined the company of De Pinedo, who had won it when it was first given in 1925, and Lindbergh, who received it in 1927. »
— Claudio G. Segrè, Italo Balbo : a Fascist Life

« Même si, dans son pays, Balbo n’a pas reçu tous les honneurs qu’il souhaitait, à l’étranger, il a été considéré comme un géant du monde de l’aviation. La fédération internationale des aviateurs lui a décerné sa médaille d’or pour la meilleure performance aéronautique de l’année. Il se retrouve alors en compagnie de De Pinedo qui a été le premier lauréat de cet honneur en 1925 et de Lindbergh en 1927. »
— Italo Balbo : a Fascist Life
. 
Le simple fait d’effectuer le trajet Rome-Chicago aller et retour avec une escadrille complète de 25 avions constituait à cette époque un exploit sans précédent. Notons cependant que l’escadrille a perdu un avion lors de l’amerrissage à Amsterdam et un second aux Acores lors du retour, chacun de ces accidents entraînant le décès d'un membre d'équipage. Précisons que cette traversée fut différente de celle effectuée deux ans plus tôt vers Rio de Janeiro en décembre 1930. Cette première expédition ne comptait que 14 avions dont seulement dix arrivèrent au Brésil. Ces avions ne retournèrent jamais en Italie puisqu’ils furent vendus au gouvernement brésilien.
Lors de la traversée vers Chicago, les deux escadrilles du maréchal de l'air volaient en formation et Italo Balbo en coordonnait le vol par radio à partir de son appareil. Chaque avion était équipé d’un émetteur-récepteur de 400 watts dont la portée était de plus de 600 milles. Le gouvernement italien avait fait installer le long de la route des bureaux météorologiques capable de donner par radio des informations très utiles sur les conditions de vol.  De plus les opérateurs-radio disposaient de radiocompas qui ont grandement facilité la navigation. Italo Baldo était un visionnaire et cette traversée a permis d’entrevoir la puissance dévastatrice des grands vols de bombardiers au-dessus de l’Allemagne et du Japon une dizaine d’années plus tard. Après cet épisode, le mot balbo devient d'usage commun pour décrire une quelconque formation de groupe d'avions.
Par contre la traversée Rome-Chicago a également enregistrée une autre première beaucoup plus controversée. Pour la première fois, l'avion est devenu un outil de propagande politique. Cette expédition avait pour but de marquer le dixième anniversaire du régime fasciste du dictateur Benito Mussolini. À chaque étape, les escadrilles italiennes étaient accueillies par des groupes de sympathisants fascistes nombreux et très visibles en plus des représentants officiels habituels. Le journaliste Jean-François Nadeau qui a publié un livre sur le fascisme au Canada écrit à ce sujet:
«Italo Baldo a parfaitement conscience des répercussions politiques considérables qu'ont ses différentes entreprises aériennes à travers le monde. La propagande mussolinienne exploite à fond, avec son plein assentiment, tous ses exploits. À l'occasion de cette traversée de l'Atlantique à destination du Canada et des États-Unis, Rome frappe une médaille et imprime des timbres commémoratifs qui sont vendus lors des escales de l'escadre aérienne. Tout le monde parle de Baldo, y compris le magazine Time qui lui consacre son numéro du 24 juillet 1933.»
Encore en 2017, malgré diverses contestations, une avenues de Chicago porte le nom de « Balbo Drive ».

La presse a accueilli l'arrivée de l'escadrille italienne avec enthousiasme
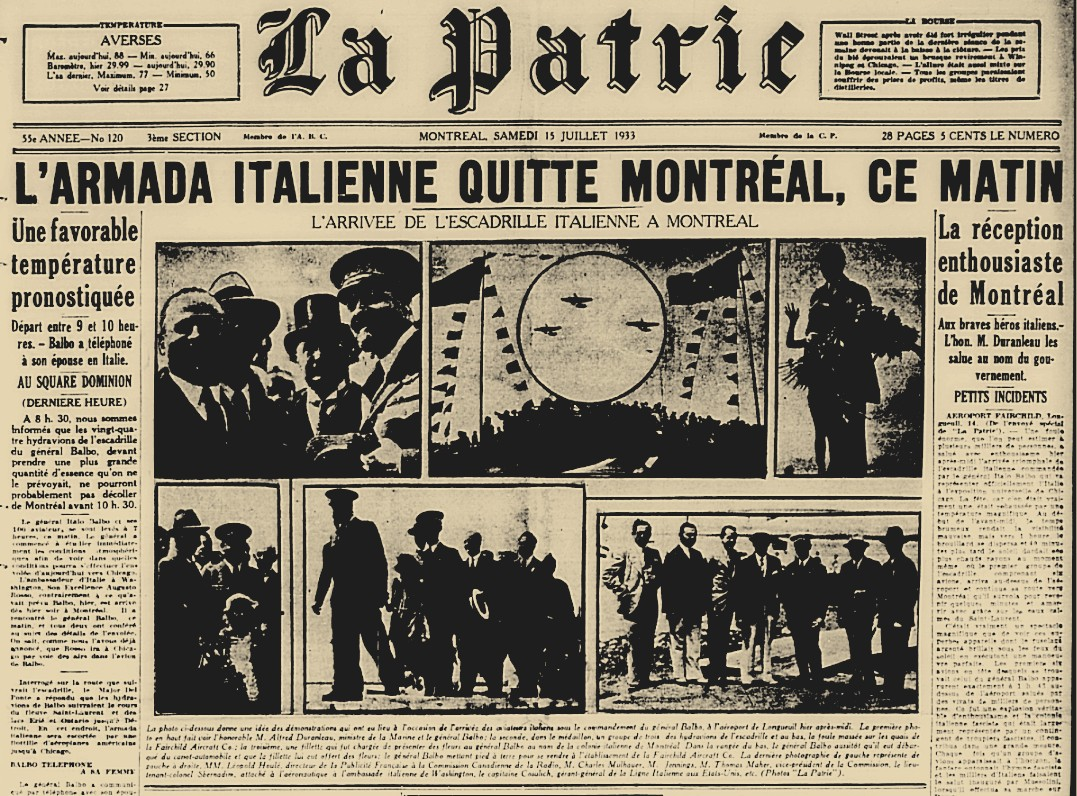
Le départ de Longueuil en face de Montréal.
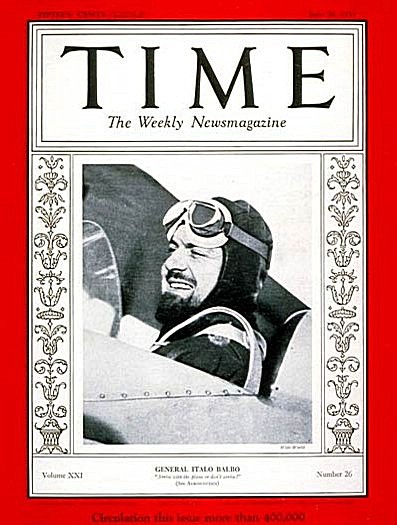
Le Magazine Time a consacré son numéro du 24 juillet 1933 à l'exploit d'Italo Balbo.